# Château de Quinssat
Le château de Quinssat  est un édifice situé à Abrest, en France.

## Localisation
Le château est situé sur le territoire de la commune d'Abrest, dans le département de l'Allier, en région Auvergne-Rhône-Alpes, à 2,4 km au sud-est du bourg.

## Description
Il subsiste de cette  ancienne maison forte construite au XIVe siècle une tour carrée à trois niveaux, qui flanque un corps de logis, quelques restaurations du XVIe sont apparentes, en particulier par de grandes baies à meneaux. La demeure est modeste, formée d'un corps principal à deux niveaux et niveau de comble, épaulé par deux tours carrées inégales en retour d'angle. La vue est imprenable sur les méandres de l' Allier,,.

## Historique
En 1243, le fief de Quinssat appartenait à une famille qui en avait pris le nom. En 1354, ce sont deux frères de la famille de Vichy, Oudin et Dalmas, qui en sont les coseigneurs, alors qu'au milieu du XVe siècle, Jean de Boucé reçoit la terre et seigneurie de Quinssat. Vendu en 1495, à Guichard d'Albon Saint-André, Quinssat resta dans cette famille jusqu'au milieu du XVIIe siècle. À cette époque, le château appartenait à la famille d'écuyers de la Richardie, également seigneurs du Vernet. La terre de Quinssat fut acquise en 1717 par le vicomte de Chalmazel, Louis de Talaru, seigneur du Chaussin et brigadier des armées du roi et sera réunie à la terre des Chaussins. Confisquée à son fils sous la Révolution, la terre fut vendue comme bien national en 1792.